# Чарторыйская операция
Чарторыйская операция — частная наступательная операция войск Юго-Западного фронта в октябре 1915 года, завершившаяся прорывом австро-германского фронта и взятием Чарторыйска.

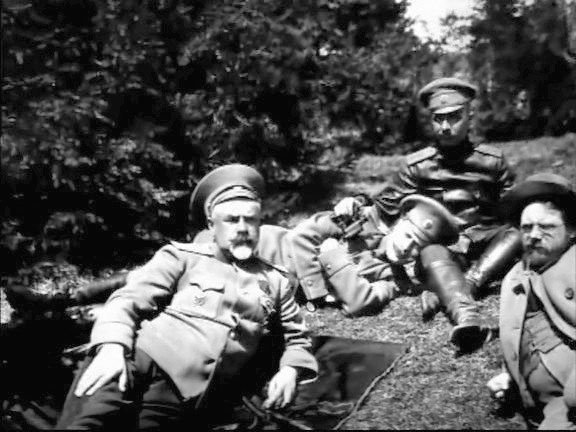
А. И. Деникин с сослуживцами

Между Юго-Западным и Западным фронтами образовался промежуток в 60 км, наблюдаемый только спешенной кавалерией. Германцы все более подвигались к северу, заняли Чарторыйск и все время угрожали охватом правому флангу русской армии и прорывали связи ее с Западным фронтом. Поэтому генерал Брусилов решил вторично коротким ударом правого крыла (30-й, 40-й и конный корпуса) исправить фронт, выйдя снова на реку Стыр.
В ночь на 16 октября 4-я стрелковая дивизия Деникина развернулась против Чарторыйска и Новосёлок, в следующую ночь переправилась через Стыр и в течение двух дней разбила, потопила и пленила австро-германцев на фронте в 18 км. Правая колонна дивизии (16 стрелковый полк) атаковала городок с тыла и взяла его, почти уничтожив занимавший его 1-й гренадерский кронпринца полк. Переправившаяся через Стыр по мостам, наведенным 16-м полком, 2-я стрелковая дивизия также успешно гнала противника правее, но дойдя до Лисово, не смогла дальше развить своего наступления ввиду неуспеха соседнего кавалерийского корпуса. К утру 20 октября Железная дивизия завершила свой прорыв — 18 км по фронту и свыше 20 км в глубину, располагаясь в виде буквы П.
Наступавший левее 30-й корпус генерала Зайончковского продвигался медленнее, опасаясь контрудара противника. Прорыв 2-й и 4-й стрелковых дивизий не был использован Брусиловым, и «когда, в конце концов, мне прислали 105-ю дивизию, то, во-первых, было уже поздно, а во-вторых, дивизия эта, ополченская, при первом же напоре противника отступила так поспешно, что только отягчила наше положение», — писал позже Деникин.
Противник спешно стягивал со всех сторон подкрепления. Постепенно сжималось австро-германское кольцо вокруг прорвавшихся дивизий. Всей дивизии в течение двух суток (20 и 21 октября) пришлось драться фронтом на все четыре стороны. К утру 22 октября, распоряжением командира корпуса, дивизия была отведена к селу Комарово. Прорыв был ликвидирован, не принеся нам пользы…
В продолжение следующих 2-х недель австро-германские войска вели атаки против русского фронта у Чарторыйска, но не добились успеха. С половины ноября на Юго-Западном фронте наступило полное затишье, длившееся до весны 1916 года.